# لادنهم، کنت
لادنهم (به انگلیسی: Luddenham) یک روستا و محله مدنی در بریتانیا است که در Swale واقع شده‌است.